# Гюнтер Гоффманн-Шенборн
Гюнтер Гоффманн, з 13 травня 1939 року — Гоффманн-Шенборн (нім. Günther Hoffmann-Schoenborn; 1 травня 1905, Позен — 4 квітня 1970, Бад-Кройцнах) — німецький воєначальник, генерал-майор вермахту. Кавалер Лицарського хреста Залізного хреста з дубовим листям.

## Біографія
1 квітня 924 року вступив в артилерію. Закінчив Військову академію (1937). З 1 квітня 1939 року — командир 2-ї батареї 42-го артилерійського полку, з 13 жовтня 1939 року — 730-го, з 15 квітня 1940 року — 777-го важкого моторизованого артилерійського дивізіону. Учасник Французької і Балканської кампаній. З 1 жовтня 1940 року — командир 191-го дивізіону штурмових гармат. Учасник Німецько-радянської війни. 2 грудня 1941 року важко поранений в боях під Москвою. З 1 березня 1942 року — командир 3-го дивізіону 29-го моторизованого навчального артилерійського полку, з 1 грудня 1942 року — всього полку. З 1 серпня 1943 року — начальник училища штурмової артилерії в Бурге. 1 серпня 1944 року переведений в резерв. З 15 вересня 1944 по 5 лютого 1945 року — командир 18-ї народно-гренадерської, з 19 лютого — 5-ї танкової дивізії. 10 квітня важко поранений і до грудня перебував у шпиталі. З 6 грудня 1945 по 5 березня 1948 року перебував у полоні.

## Звання
- Фанен-юнкер (1 квітня 1924)
- Фанен-юнкер-єфрейтор (15 липня 1925)
- Фанен-юнкер-унтерофіцер (1 листопада 1925)
- Фенріх (1926)
- Обер-фенріх (1927)
- Лейтенант (1 лютого 1928)
- Оберлейтенант (1 червня 1931)
- Гауптман (1 жовтня 1936)
- Майор (1 грудня 1940)
- Оберстлейтенант (1 квітня 1942)
- Оберст (1 листопада 1943)
- Генерал-майор (15 вересня 1944)

## Нагороди
- Медаль «За вислугу років у Вермахті» 4-го і 3-го класу (12 років; 2 жовтня 1936) — отримав 2 медалі одночасно.
- Залізний хрест
  - 2-го класу (31 травня 1940)
  - 1-го класу (29 червня 1940)
- Нагрудний знак «За участь у загальних штурмових атаках» 1-го ступеня
- Лицарський хрест Залізного хреста з дубовим листям
  - лицарський хрест (14 травня 1941)
  - дубове листя (№ 49; 31 грудня 1941)
- Орден «За хоробрість» 4-го ступеня, 1-й класу (Третє Болгарське царство)
- Медаль «За зимову кампанію на Сході 1941/42»
- Нагрудний знак «За поранення» в сріблі
- Орден Хреста Свободи 2-го класу з мечами (Фінляндія)